# جيرالدين بروكس (كاتبة)
جيرالدين بروكس (بالإنجليزية: Geraldine Brooks)‏ (14 سبتمبر 1955، سيدني في أستراليا)؛ مؤلفة، كاتِبة، صحفية وروائية أسترالية.

## الجوائز
- جائزة بوليتزر عن فئة الأعمال الخيالية

## روابط خارجية
- جيرالدين بروكس على موقع IMDb (الإنجليزية)
- جيرالدين بروكس على موقع إن إن دي بي (الإنجليزية)